# Plumpton (East Sussex)
Plumpton – wieś w Anglii, w hrabstwie East Sussex, w dystrykcie Lewes. Leży 68 km na południe od Londynu. W 2007 miejscowość liczyła 1676 mieszkańców.